# Tournelon Blanc
Tournelon Blanc är en bergstopp i Schweiz.   Den ligger i distriktet Entremont och kantonen Valais, i den södra delen av landet, 110 km söder om huvudstaden Bern. Toppen på Tournelon Blanc är 3 702 meter över havet, eller 164 meter över den omgivande terrängen. Bredden vid basen är 1,3 km.
Terrängen runt Tournelon Blanc är huvudsakligen mycket bergig. Närmaste större samhälle är Bagnes, 15,0 km nordväst om Tournelon Blanc. 
Trakten runt Tournelon Blanc består i huvudsak av gräsmarker. Runt Tournelon Blanc är det ganska glesbefolkat, med 34 invånare per kvadratkilometer.